# Саченко Григорій Кирилович
Григо́рій Кири́лович Саче́нко (23 листопада (6 грудня) 1905, с. Хаєнки, нині Ічнянського району Чернігівської області — 16 січня 1939) — український поет і літературознавець.

## Біографія
Народився в сім'ї робітника вагоноремонтної майстерні. Після закінчення Мринського педагогічного технікуму вчителював.
Закінчив Київський університет та аспірантуру при Інституті літератури імені Тараса Шевченка. Вів наукову роботу, був консультантом із художньої літератури бібліотеки Академії наук УРСР, деканом поетичних курсів.
1932 року став членом ВКП(б). Був на комсомольській і партійній роботі.
Саченка заарештували 3 листопада 1936 року в Києві. В обвинувальному висновку, підготовленому оперуповноваженим НКВС УРСР Олександровим і затвердженому начальником відділу УДБ Рахлісом, зазначено, що Саченко «був учасником української контрреволюційної організації і входив до однієї із її бойових груп, керованої Чумаком М. Г.». Із матеріалів слідства видно, що Саченко продав свого часу свій наган Миколі Чумаку (братові відомого поета, розстріляного денікінцями, Василя Чумака), який не мав офіційного дозволу носити зброю. Це було витлумачено як «зв'язок із терористом Чумаком і оснащення його бойовою зброєю». Під час допитів факт продажу нагана визнав, але свою приналежність до якоїсь із бойових терористичних груп категорично відкинув. «Я ні до якої контрреволюційної організації не входив і про існування такої не знав», — на кожному допиті стверджував він. Але не заперечував, що з Миколою Чумаком товаришував ще з студентських літ.
Військовим трибуналом КВО 9 червня 1937 року Саченко засуджений на 8 років тюремного ув'язнення з поразкою в політичних правах упродовж 5 років і з конфіскацією особисто належного майна. Для відбування строку покарання етапований на Далекий Схід. Подальша його доля досі лишається невідомою.
21 жовтня 1958 року Військова колегія Верховного Суду СРСР вирок стосовно Саченка скасувала, а справу про нього за відсутністю складу злочину припинила. В процесі реабілітації Саченка благородну роль відіграло Правління Спілки письменників України і, зокрема, Євген Шабліовський і Степан Крижанівський.
Дружина: Валентина Йосипівна Саченко.
— донька: Саченко Леніна Григорівна (д.н. 02.11.1932 р.)

## Творчість
Перші вірші надрукував 1926 року. Належав до літературної організації «Плуг». Був членом Спілки письменників України.
Видав збірки поезій:
- «Зустрічний ентузіазм» (1931),
- «Зеніт» (1936).

Автор низки літературознавчих розвідок.
1964 року побачила світ збірка вибраних поезій Саченка «На чатах».